# 榎並荘
榎並荘（えなみのしょう）は、摂津国東成郡の淀川と大和川（旧大和川）の合流地点付近（現在の大阪府大阪市城東区付近）にあった荘園。

## 概要
成立経緯は不明だが、1030年代に法隆寺が同荘を売却したことが知られており、それ以前は法隆寺領であったことが判明している。承暦4年（1080年）に藤原敦憲と藤原信長が同荘を争い、敦憲が信長の亡き伯父である藤原頼通の政所下文を提出して領有が認められ、敦憲は頼通の子孫である摂関家に同荘を寄進して自らは預所となった。後に頼通・信長と同族である藤原基俊の預所となったが、その娘や孫によって上荘と下荘に分割され、更に上荘は西方と東方に分割されたために、3分されることとなった。
難波津に近いことから領有者がしばしば変わったが、鎌倉時代中期には摂関家の嫡流である近衛家が同荘を掌握、建長5年（1253年）に作成された「近衛家所領目録」によれば、上荘西方を近衛道経の妻が領していた他は、本所である近衛家が進退できるとされていた。ところが、鎌倉時代末期には春日社や北野社が進出し、室町時代には北野社が上荘半分とこちらも東方と西方に分割されていた下荘の全域を領有していた。また、この時期には丹波猿楽の系統を引く猿楽集団が同荘地域に形成され、荘名より榎並座（えなみざ）と称されて、応永から嘉吉年間にかけて全盛期を迎えた。